# Mark Hopkins Jr.
Mark Hopkins (1 de septiembre de 1813 - 29 de marzo de 1878) fue un empresario estadounidense del sector del ferrocarril, uno de los cuatro inversores principales que acordó financiar la idea de Theodore D. Judah de construir un ferrocarril atravesando la Sierra Nevada desde Sacramento (California) hasta Promontory (Utah). Fundó el Ferrocarril del Pacífico Central junto con Leland Stanford, Charles Crocker y Collis Huntington en 1861. 

## Primeros años
Hopkins nació en Henderson, Condado de Jefferson (Nueva York), hijo de Mark Hopkins y Anastasia Lukens Kellogg, quienes eran primos hermanos. Debido a que su padre murió cuando él era niño, nunca fue conocido como "junior". La familia se mudó a St. Clair (Míchigan) en 1824. Su padre, Mark Hopkins (1779-1828), trabajó como Director de Correos, primero en Henderson y luego en St. Clair (localidad conocida entonces como Palmer), donde también fue Juez de Sucesiones.
Hopkins senior murió en 1828, y su hijo dejó la escuela para trabajar como empleado. En 1837, estudió derecho con su hermano Henry, mientras trabajaba en distintas empresas comerciales. Fue socio de una empresa llamada "Hopkins and Hughes", luego contable y después gerente de "James Rowland and Company". 

## California
Cuando comenzó la fiebre del oro de California, Hopkins creó la "New England Mining and Trading Company", un grupo de 26 hombres, cada uno de los cuales invirtió 500 dólares para comprar bienes y enviarlos a California para su venta. El 22 de enero de 1849 salió de la ciudad de Nueva York a bordo del buque Pacific. Después de doblar el Cabo de Hornos, el barco llegó a San Francisco el 5 de agosto de 1849. 
Hopkins abrió una tienda en Placerville (California), pero no tuvo éxito y se mudó a Sacramento, donde abrió un almacén al por mayor en 1850 con su amigo Edward H. Miller, quien posteriormente sería secretario del ferrocarril del Pacífico Central. 
El 22 de septiembre de 1854 en la ciudad de Nueva York, Hopkins se casó con su prima hermana, Mary Frances Sherwood. Aunque Hopkins era congregacionista, la boda se celebró en una iglesia presbiteriana. 
En 1855, Hopkins y Collis P. Huntington formaron "Huntington Hopkins and Company" para operar un negocio de utillaje y de elementos de hierro en Sacramento. 
En 1861, como parte de The Big Four, fundó el Ferrocarril del Pacífico Central. A veces llamado "Tío Mark", era el miembro de los cuatro socios de mayor edad, conocido por su frugalidad (se decía que sabía cómo "exprimir 106 centavos de cada dólar"), una reputación que le valió el puesto de tesorero de la empresa. El destacado historiador estadounidense Hubert Howe Bancroft cita a Collis Huntington diciendo: "Nunca pensé que algo estuviera terminado hasta que Hopkins lo revisara". Bancroft describió a Hopkins como la "rueda de equilibrio de los Asociados y uno de los hombres más verdaderos y mejores que jamás haya existido". Whig por sus ideas políticas, posteriormente se asoció con el Partido del Suelo Libre. Abolicionista convencido, participó en la organización del Partido Republicano en California. 

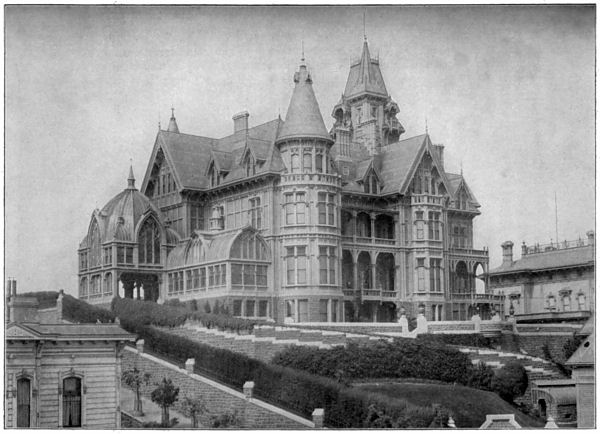
La mansión Hopkins en Nob Hill

## Años posteriores y muerte
Mary y Mark Hopkins no tuvieron hijos propios. Mary adoptó a Timothy Nolan, el hijo adulto de su ama de llaves, quien tomó el nombre de Hopkins, y se le dio un puesto administrativo en el ferrocarril Union Pacific. A pesar del carácter frugal de Hopkins, su esposa finalmente logró persuadirlo para que construyera una mansión en la cima de Nob Hill en San Francisco (California), cerca de las mansiones de otros fundadores del Pacífico Central. La construcción comenzó en 1875. Los arquitectos fueron la destacada firma Wright y Sanders en San Francisco y el gerente del proyecto fue el ingeniero arquitectónico William Wallace Barbour Sheldon, quien trabajó para Hopkins en la Southern Pacific Improvement Company. 
Para entonces, Hopkins tenía problemas de salud y en 1878 murió a bordo de un tren de la compañía cerca de Yuma (Arizona). En el momento de su muerte, la casa no estaba completa, siendo finalmente terminada y ocupada por Mary. La estructura ardería hasta los cimientos en el incendio causado por el terremoto de San Francisco de 1906. En 1926, el Hotel Mark Hopkins (actualmente InterContinental Mark Hopkins San Francisco) fue construido en el lugar que ocupaba la mansión. 

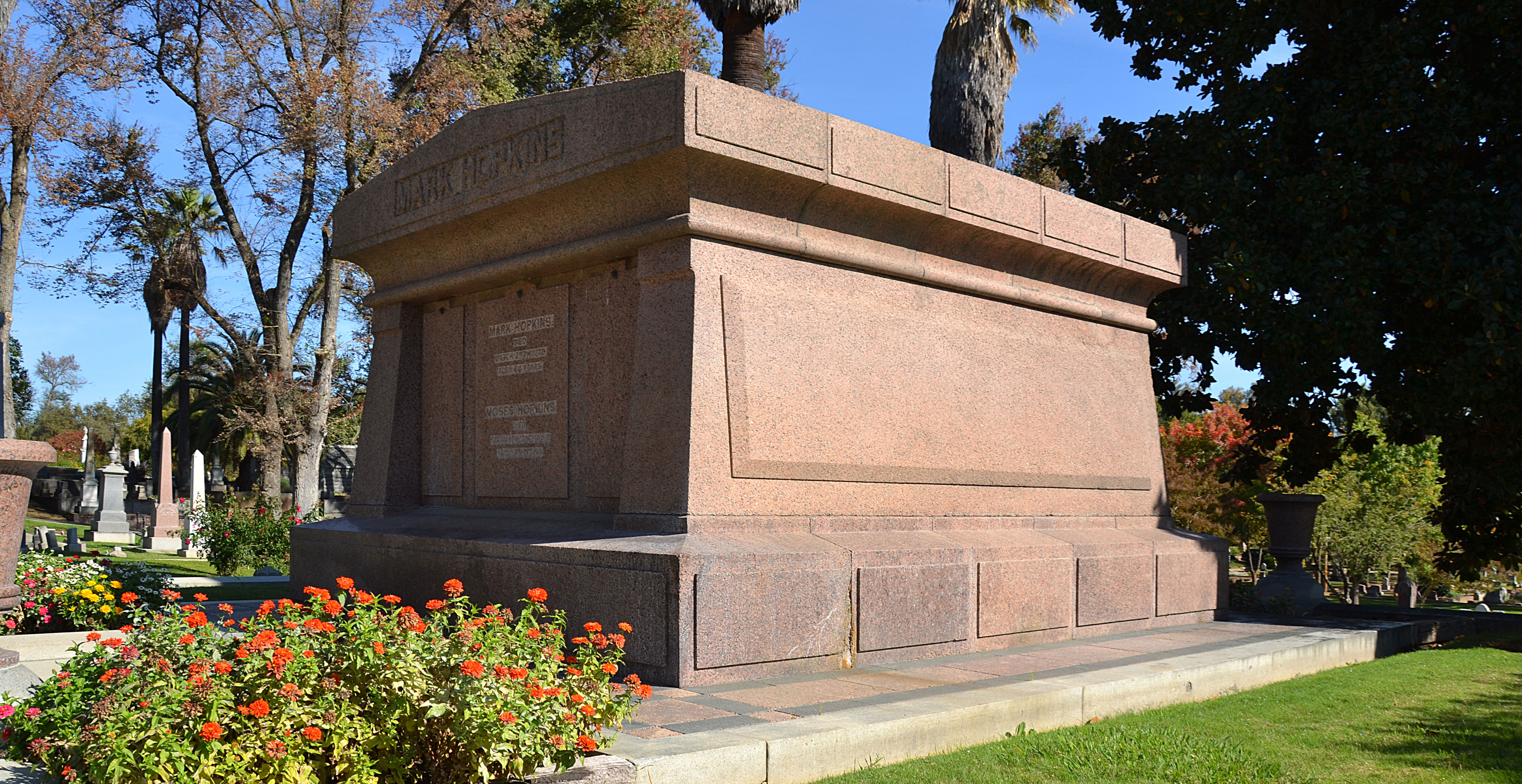
Tumba de Mark Hopkins en el cementerio histórico de Sacramento

Hopkins está enterrado en el cementerio histórico de la ciudad de Sacramento (también conocido como Old City Cemetery) en Sacramento (California).

## Controversia inmobiliaria
Hopkins murió sin dejar testamento. Su fortuna, estimada entre 20 y 40 millones de dólares, fue heredada por su esposa. Enfrentada a la tarea de completar su nueva propiedad en solitario, Mary contrató a Herter Brothers, una destacada firma de muebles y decoración de interiores en Nueva York para terminar de amueblar y decorar la propiedad. 
Edward Francis Searles fue enviado por Herter Brothers para gestionar la finalización del proyecto de Mary. A pesar de ser 22 años menor que ella, desarrollaron una relación cercana. Esta relación suscitó numerosos comentarios malintencionados sobre los motivos del decorador en los círculos sociales adinerados de San Francisco, pero se casaron en 1887 para comenzar una gran gira de seis meses por Europa. 
Poco después de su regreso, Mary ejecutó un nuevo testamento que excluía explícitamente a su hijo adoptivo Timothy Nolan Hopkins, explicando; "La omisión en este testamento de mi hijo adoptivo, Timothy Hopkins, es intencional, y no es debida a accidente o error alguno", y dejó su fortuna a su nuevo esposo, Edward. 
El matrimonio Searles se mudó a la ciudad natal de Edward, Methuen (Massachusetts), donde este se embarcó en la construcción de una serie de grandes casas diseñadas por el arquitecto inglés Henry Vaughan, conocido por su arquitectura eclesiástica neogótica (incluyendo la Catedral nacional de Washington; tres capillas en la Catedral de San Juan el Divino de Nueva York; y la Iglesia de Cristo en New Haven, Connecticut). 
Mary murió en 1891, menos de cuatro años después de su matrimonio. Se produjo un litigio sucesorio que duró varios años, con el fin de resolver una serie de reclamaciones legales planteadas por Timothy Hopkins (el hijo adoptivo de Mary) para reclamar su herencia perdida. 
La controversia sirvió de carnaza a la prensa sensacionalista. Los periódicos de California publicaron historias que sugerían que Edward había explotado el interés de Mary por el espiritualismo y había falsificado documentos para arrebatarle el patrimonio a su hijo adoptivo y defraudar a los socios comerciales. Bajo juramento, Edward testificó que se había casado con Mary "... en parte por afecto y en parte por su dinero". Timothy perdió sus apelaciones; aunque más adelante Edward decidió beneficiarle con una cantidad "simbólica" de varios millones de dólares. Timothy obtuvo el contenido de la mansión de San Francisco, y el instituto de arte se hizo con el edificio. Se rumoreaba por entonces que Edward Searles tenía un amigo/amante que vivía con él después de la muerte de Mary, y que Timothy Hopkins usó esta información para chantajear a Edward después de perder el caso judicial. 
El general Thomas Hubbard había sido nombrado albacea de la voluntad de Mary Frances Searle, y se había visto envuelto en la controversia como testigo con un conocimiento detallado de las propiedades de Hopkins y Searles. Cuando el caso de sucesión se cerró a favor de Edward, Hubbard declinó cualquier compensación personal, pero sugirió que una donación a su alma mater, el Bowdoin College, podría ser un símbolo duradero del amor de Edward por Mary. Edward acordó construirles el moderno edificio de ciencias, todavía en servicio como Searles Hall. 
Durante el resto de su vida, Edward, cada vez más solitario, continuó construyendo castillos y propiedades diseñados por Henry Vaughan, incluido el Castillo de Searles en Windham (New Hampshire) (una réplica a escala ¼ de Stanton Harcourt Manor en Oxon, Inglaterra) y Pine Lodge en su ciudad natal de Methuen. Finalmente, el amante de Edward Searles heredaría las propiedades de Hopkins. Murió varios años después, viviendo con modestia, como si nunca hubiera heredado nada.

## Lecturas relacionadas
- Ambrose, Stephen E. (2000). Nothing Like It In The World; The men who built the Transcontinental Railroad 1863-1869. Simon & Schuster. ISBN 0-7432-0317-8.  Ambrose, Stephen E. (2000). Nothing Like It In The World; The men who built the Transcontinental Railroad 1863-1869. Simon & Schuster. ISBN 0-7432-0317-8.  Ambrose, Stephen E. (2000). Nothing Like It In The World; The men who built the Transcontinental Railroad 1863-1869. Simon & Schuster. ISBN 0-7432-0317-8.
- Findagrave.com, Mark Hopkins . Consultado el 13 de diciembre de 2005.
- Genealogía de Mark HOPKINS y Mary Frances SHERWOOD .
- Galloway, John Debo; Chapter Four (1950). The First Intercontinental Railway. New York: Simmons-Boardman. OCLC 491805. Consultado el 15 de septiembre de 2010.
- White, Richard (2011). Railroaded: The Transcontinentals and the Making of Modern America. W. W. Norton & Company. ISBN 978-0-393-06126-0.  White, Richard (2011). Railroaded: The Transcontinentals and the Making of Modern America. W. W. Norton & Company. ISBN 978-0-393-06126-0.  White, Richard (2011). Railroaded: The Transcontinentals and the Making of Modern America. W. W. Norton & Company. ISBN 978-0-393-06126-0.

- Datos: Q1900117
- Multimedia: Mark Hopkins, Jr. / Q1900117